# 둥산섬 전역 (1953년)

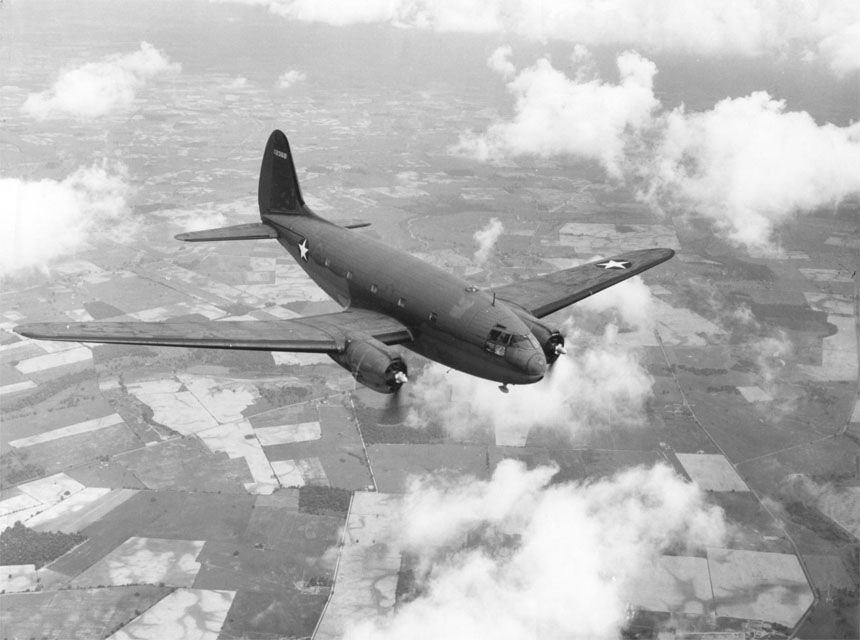

둥산섬 전역(東山島戰役)은 중화인민공화국 푸젠성 장저우 둥산현 둥산섬에서 1953년 7월 16일부터 7월 18일까지 중화민국과 중화인민공화국 간에 벌어진 전투다. 둥산섬 전역은 둥산섬을 해방시키려는 중화민국군에 의해 일어났다. 둥산섬 전역인 국부천대 이후 양측 간의 마지막이자 최대 전투였다. 둥산섬 전역 이후 중화민국군은 중화인민공화국 본토에 대해 둥산섬 전역에서와 비슷한 수준의 대규모 반격을 할 수 없음을 깨닫고 그 대신 제한적 잠입과 소규모 접전을 했다.

## 전투 이전
전투 시작 직전 국민당군 사령관 후롄은 해군 선박 13척과 30척이 넘는 모터 정크선에 실린 병사들과 같이 3년 전 둥산섬 전역으로 함락당한 둥산섬을 해방시키기 위해 둥산섬으로 나아갔다. 정규 사단 1개와 연대 1개와 더불어 낙하산 대대 병력 498명이 해당 임무에 배속됐다. 중화민국군 병력은 1만 명 이상이었다. 국민당은 둥산섬을 중화인민공화국 측과 가까운 곳에 있는 근거지로 삼아 본토를 미사일로 공격하는 발판으로 삼으려 했으나 군대 지휘관들은 성공할지에 대해 의심을 했다. 치열한 논쟁 끝에, 정치적 사기 증진을 위해 해당 섬을 공격한 후 중국 인민해방군이 해당 섬을 증강하기 전에 신속히 철수하자는 것이었다.

## 결과
둥산섬 전역은 중화민국의 중화인민공화국 본토에 대한 마지막 대규모 반격이었다. 중국 인민해방군에 의해 수습된 중화민국군 군인 사망자 숫자는 2,664명이었고 715명이 포로로 잡혔다. 중화민국군은 자국군 부상자들을 성공적으로 철수시켰기 때문에 중국 인민해방군은 중화민국군 부상자 숫자를 셀 수 없었다. 추가로 탱크 두 대가 파괴되고 상륙함 3척과 항공기 2척을 손실했다.
기밀 유지 때문에 중화민국군 부대들 사이에는 의사소통이 원활하지 못했고 둥산섬에서 가장 큰 항구에 하선하는 중화민국군 상륙함이 중국 인민해방군 박격포의 사정거리 안에 들어가게 됐다. 상륙함이 중화기를 신속히 하선하지 못했고 상륙함과 부두가 중국 인민해방군 박격포에 심각한 피해를 입었다.
중화민국군의 또다른 실수는 중국 인민해방군 방어부대와 본토의 통신망을 제대로 끊지 못했다는 것이었고 그 결과 본토에서는 전황을 더 잘 파악할 수 있었다.
중화민국군은 중국 인민해방군의 속도와 반응을 평가절하했었다. 중화민국군 전투 서열에 1개 사단이 포함되어 있었지만 낙하산 사단의 여단 2개는 병력이 1개 대대 수준인 498명밖에 안 되어 있었다. 중장비 부족으로 벙커에 주둔하는 군인들을 장악하지 못 했고 중화기 부족은 낙하산 부대의 손실로 이어졌다. 게다가 상륙함 3척이 침몰하고 중국 인민해방군 박격포에 의해 항구가 파괴됐기 때문에 상륙부대 대부분은 경화기밖에 없었고 중국 인민해방군보다 열세에 놓였다. 이런 문제는 경무장된 낙하산 부대에게 요새화된 중국 인민해방군의 지점을 강력하게 공격하라는 지시를 내려서 수많은 사상자를 낳게 한 문제와도 얽혔다. 항구에 있던 중화기를 손실하여 무기 면에서 열세에 놓이게 된 중화민국군은 중국 인민해방군이 본토 부대를 강화함에 따라 수적 열세에 놓였다.
중화민국군은 중국 인민해방군이 증강 병력을 파견하는 속도 뿐 아니라 중국 인민해방군이 손상된 다리를 복구하는 속도에 대해서도 과소평가했다. 중화민국 정보기관 측은 최소 2일이 걸린다고 예측했지만 실제로는 몇 시간 내에 이뤄졌다. 그 소식이 중화민국 측에 전달됐고 임무를 달성할 수 없음을 알게 된 중화민국은 신속히 둥산섬에서 철수했다.

## 같이 보기
- 국민혁명군
- 국공 내전